# Glandularia elegans
Glandularia elegans är en verbenaväxtart som först beskrevs av Carl Sigismund Kunth, och fick sitt nu gällande namn av Ray E. Umber. Glandularia elegans ingår i släktet Glandularia och familjen verbenaväxter.

## Underarter
Arten delas in i följande underarter:
- G. e. asperata
- G. e. elegans